# Dancing Ninja
Dancing Ninja es una película de acción, comedia y crimen de 2010, dirigida por Kelly Sandefur y Mitchell Klebanoff, escrita por este último, musicalizada por Peter Allen y James Covell, en la fotografía estuvieron Robert Brinkmann y Robert C. New, los protagonistas son Lucas Grabeel, David Hasselhoff y Bree Turner, entre otros. El filme fue realizado por ATM Motionwide y GV Entertainment; se estrenó el 7 de junio de 2010.

## Sinopsis
Un chico huérfano anhela ser un ninja, va a Hollywood con el objetivo de hallar a sus padres biológicos, una vez allí, queda envuelto en un crimen.